# Dicranoglossum panamense
Dicranoglossum panamense là một loài thực vật có mạch trong họ Polypodiaceae. Loài này được (C. Chr.) L.D. Gómez miêu tả khoa học đầu tiên năm 1976.